# Wilhelm Pipping
Wilhelm Pipping, född 26 juni 1854 i Helsingfors, död där 13 mars 1926, var en finländsk läkare. Han var son till tillika läkaren  Joachim Wilhelm Pipping.
Pipping blev medicine och kirurgie doktor 1886. Han blev 1889 docent och 1892 extra ordinarie professor i pediatrik vid Helsingfors universitet samt var 1921–1923 ordinarie professor. Han förestod Finlands första barnsjukhus som 1893 öppnades i hyrda lokaliteter utanför Helsingfors centrum och som 1899 fick flytta till lokaler i anslutning till förlossningskliniken i staden.
Pipping var den förste specialiserade barnläkaren i Finland och intog i decennier en central plats inom pediatriken och barnskyddsarbetet. Som vetenskapsman ägnade han sig bland annat åt problem rörande störningar i matsmältningen hos spädbarn.